# Luter (pel·lícula)
Luter (original: Luther) és una pel·lícula alemanya de l'any 2003, dirigida per Eric Till. Ha estat doblada al català.
És una superproducció del gènere cinema històric, rodada en diverses localitzacions d'Alemanya, Itàlia i la República Txeca.

## Argument
Martí Luter comença sent un jove ple d'il·lusions, de família humil i estudiant de teologia en un monestir d'agustins. Durant un viatge a Roma, perd la seva confiança en l'església davant de la corrupció que impera en els cercles papals. Impulsat per la seva fe i per una detinguda lectura de la Bíblia, comença a qüestionar-se les pràctiques religioses establertes. La tensió s'accelera quan Luter redacta i exposa a la porta de l'església de Wittenberg les 95 tesis sobre les indulgències, per les que nega al Papa qualsevol dret a perdonar pecats.
Requerit per les autoritats per retractar-se, es nega a fer-ho llevat que puguin provar amb proves de la Bíblia que el que ha escrit no és correcte. El cisma ha començat. Luter compareix davant de l'Emperador Carles V en la Dieta de Worms; és condemnat com a heretge, excomunicat i subjecte a càstig tant per l'Emperador com pel Papa. La protecció d'un grup de prínceps alemanys, entre els quals hi ha Frederic III de Saxònia, l'ajuda a escapar d'aquesta amenaça de mort i el permet dedicar-se a la traducció de la Bíblia del llatí a l'alemany perquè tothom tingui accés a la paraula de Déu.
Mentrestant, la postura desafiadora de Luter ha impulsat el malestar popular. Els camperols, liderats per Andreas Karlstadt, un dels companys d'universitat de Luter, comencen a destruir relíquies i esglésies. Terroritzat per la repercussió que les seves paraules han tingut entre els seus seguidors, Luter incita els nobles a reprimir els camperols. La seva vida prossegueix, i es casa amb Catalina de Bora (una monja exclaustrada). La pel·lícula acaba plantejant l'avenç de la Reforma Protestant entre els prínceps alemanys, en pugna amb les forces catòliques liderades per l'Emperador.

## Repartiment
| Joseph Fiennes       | Martí Luter             |
| Alfred Molina        | Johann Tetzel           |
| Jonathan Firth       | Girolamo Aleandro       |
| Claire Cox           | Catalina de Bora        |
| Sir Peter Ustinov    | Frederic III de Saxònia |
| Bruno Ganz           | Johann von Staupitz     |
| Uwe Ochsenknecht     | Lleó X                  |
| Mathieu Carrière     | Cardenal Cayetano       |
| Benjamin Sadler      | George Spalatin         |
| Jochen Horst         | Andreas Karlstadt       |
| Torben Liebrecht     | Carles V                |
| Maria Simon          | Hanna                   |
| Lars Rudolph         | Philipp Melanchthon     |
| Marco Hofschneider   | Huldrych Zwingli        |
| Christopher Buchholz | Johann Eck              |
| Timothy Peach        | Karl von Miltitz        |
| Tom Strauss          | Jorge de Brandeburgo    |
| Gene Reed            | Joan de Saxònia         |
| Anian Zollner        | Felip I de Hesse        |
| Johannes Lang        | Albert de Magúncia      |
| Jeff Boyd            | Prior                   |
| Jeff Caster          | Matthew                 |
| Hussi Kutlucan       | Ferrer                  |
| Michael Traynor      | Hans Luther             |
| Joost Siedhoff       | Vell monjo              |
| Anatole Taubman      | Otto                    |
| Lena Krimmel         | Teresa                  |
| Doris Prusova        | Grete                   |
| Jindrich Fajst       | Thomas                  |
| Robert Russell       | Enterrador              |
| Felix Klare          | Estudiant 1             |
| Florian Panzner      | Estudiant 2             |
| Jens Winter          | Auditor dels Fugger     |
| Alexander Kendzia    | Monjo dominic           |
| Cesare Cremonini     | Monjo dominic 2         |
| Martino d'Amico      | Monjo dominic 3         |
| James Babson         | Monjo dominic 4         |
| Franco Mirabella     | Monjo del Vaticà        |
| Maurizio Luca        | Falconer                |
| Carlos Valles        | Monjo vell              |
| Thomas Dehler        | Comerciant              |
| Jan Nemejovsky       | Secretari d'Albert      |
| Jiri Maria Sieber    | Botxí                   |
| Martin Faltyn        | Monjo carmelita         |
| Herb Andress         | Gunter                  |
| Jirina Mencakova     | Monja exclaustrada      |
| Mathias Engel        | Home 1                  |
| Ekkehard Schwarz     | Home 2                  |
| Oliver McGillick     | Noi                     |
| Jaroslav Novotny     | Kaspar Sturm            |